# Герб Гродно
Герб Гродно (бел. Герб Гродна) — официальный геральдический символ города Гродно на западе Беларуси.

## Современный герб
Современный герб белорусского города Гродно был утверждён 15 июня 1988 г. исполкомом Гродненского городского Совета народных депутатов. В голубом поле щита изображён олень, скачущий через серебряный плетень, на голове оленя между рогами укреплён золотой крест. Впоследствии герб несколько раз менялся, современная версия была утверждена решением №41 Гродненского городского Совета депутатов 1 октября 1994 года.

## История и символика герба
Считается, что герб был дарован городу в 1540 королевой польской и великой княгиней литовской Боной Сфорца, однако первые печати с изображением герба Гродно датированы 1565 годом. На них изображён скачущий олень с золотым крестом между рогов, олень Святого Губерта.
Святой Губерт — католический святой, епископ Льежский. Губерт некоторое время жил при дворе франкского короля Теодориха III, потом при дворе Пипина, покровитель охотников. Сам будучи страстным охотником и к тому же смелым человеком Губерт часто пропадал в лесу, однажды во время охоты случилась страшная буря и Губерт отбился от своих товарищей потерявшись в лесной чаще. Надежды на спасение уже не было и Губерт обратился с молитвой к Богу, когда увидел оленя с сияющим крестом между рогами, гордо стоявшего среди деревьев. Следуя за этим оленем, охотник и выбрался из чащобы. Изумленный охотник не отличался благонравностью поведения, однако это знамение настолько поразило его, что он полностью изменил свою жизнь став с тех пор примерным христианином — бедным он раздал всё своё имущество, и, более того, сделал духовную карьеру.

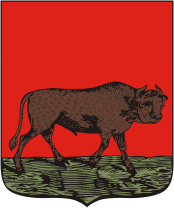
Герб города в составе Гродненской губернии

После смерти в 727 г. Губерта возвели в ранг святых. На Западе Святой Губерт с древних пор почитается как покровитель охоты и животных, особенно собак. На этом основании в Бельгии в храмы Святого Губерта допускают охотничьих псов, что вообще-то строго запрещено канонами Христианской Церкви.
Чтят этого святого 3 ноября. В Гродно Святой Губерт, почитался горожанами как пример нравственного самосовершенствования и как покровитель охотников, ибо охота в древнем Гродно долгое время была едва ли не основным видом деятельности. Рядом с городом располагались богатые охотничьи угодья (ставшие впоследствии королевскими – именно под Гродно на охоте простудился и умер король Польши Стефан Баторий) Беловежской и Гродненской пущи. Охота производилась в основном на крупного мясного зверя, который изобиловал в то время в окрестностях Гродно: зубров, туров, оленей, и кабанов. Ограда, через которую скачет олень, была впоследствии добавлена к гербу, символизирует свободолюбие жителей Гродно.

Проект герба Гродно 1858 года

Герб города в 1938-1939 гг. в составе Польши

21 февраля 1573 г. французский дофин, наследник престола Генрих Валуа был избран королём Польши и великим князем литовским, однако уже в следующем году из-за смерти его отца, Карла IX, Генрих был вынужден вернуться на родину и короноваться королём Франции под именем Генрих III, из-за чего в Речи Посполитой статус польского короля и литовского князя был отобран и передан трансильванскому князю Стефану Баторию (Иштвану Батори). Вероятно, во время присутствия Генриха Валуа Гродно был дарован герб, практически идентичный великокняжескому гербу Генриха. Он представляет из собой пятичастный щит с малым четырёхчастным щитком-гербом дофинов в центре, украшенный княжеской короной. В поле основного щита присутствуют (по часовой стрелке): герб Польши (серебряный орёл с золотой короной на червлёном/золотом фоне), литовский герб «Погоня» (серебряный всадник в таких же доспехах, сидящий на серебряном же коне, размахивает серебряным же мечом на червлёном фоне), герб Волыни (серебряный прямой крест на червлёном фоне), герб Жемайтии/Жмуди (на червлёном/белом/золотом фоне чёрный медведь с серебряной цепью на шее, встающий на задних лапах) и герб Киевского воеводства (на червлёном фоне ангел в серебряных одеждах и с золотыми волосами, держит в левой руке меч с золотыми навершием и гардой и серебряным клинком, направленный концом вниз, в правой — золотые или чёрные ножны, направленный таким же образом, и касающийся меча). Однако, судя по всему, на практике этот герб либо использовался очень недолго, либо не использовался никогда, и возможно, геральдисты неверно восприняли великокняжеский герб, изображённый на рисунке Ганса Адельгаузера 1567 года и гравюре Маттиаса Цюндта 1568 года «Истинное изображение города Гродно на Литве» (лат. Vera dusignatio urbid in Littavia in Grodna). Тем не менее, в 1920-х годах подобный герб присутствовал на польских и литовских открытках и плакатах патриотического содержания, а также в блоке почтовых марок, полуподпольно выпущенных в конце 1980-х годов движением «Солидарность» (правда, герб четырёхчастный, вместо герба дофина на центральном щитке присутствует герб Волыни, а, собственно, вместо герба Волыни — герб Жемайтии).
После присоединения города к Российской империи в 1795 г., старый герб был упразднён. В 1802 г. был утверждён герб Гродненской губернии Архивная копия от 30 сентября 2007 на Wayback Machine: на верхней части щита был изображён всадник с восьмиконечным крестом на щите (т. н. «Погоня», бывшая государственным гербом Беларуси до 1995 г.), а в нижней — изображение зубра на красном фоне. 6 апреля 1845 г. всадник с герба был убран. В 1878 году изменено изображение зубра, гербу приданы императорская корона, ленты и дубовые листья. После революции, по советско-литовскому договору 1920 г. город отошёл к Литве, а затем, в 1921-м г. — Польше, где в 1938 г. был принят герб, аналогичный гербу временам Речи Посполитой, но олень Святого Губерта уже был на червлёном фоне, между золотых жердей из земли прорастали три лазоревых куста, а щит венчала польская королевская корона. После аннексии СССР западнобелорусских и западноукраинских земель в 1939 году и во время нахождения Гродно в составе БССР герб у города отсутствовал.
15 июня 1988 года решением № 285 исполкома Гродненского городского Совета народных депутатов утвержден современный герб Гродно. Авторы: Виталий Андреевич Фролов и Сергей Васильевич Ильин.